# 김신영 (배드민턴 선수)
김신영(1975년 7월 10일~)은 대한민국의 배드민턴 선수로, 1996년 애틀랜타 올림픽 과 1998년 방콕 아시안 게임에 참가했다.